# Tillandsia cauligera
Tillandsia cauligera là một loài thực vật có hoa trong họ Bromeliaceae. Loài này được Mez miêu tả khoa học đầu tiên năm 1996.